# Regina Rázlová
Regina Rázlová (* 16. července 1947 Brná) je česká herečka a podnikatelka.

## Dětství a studia
Regina Rázlová vyrůstala v Ústí nad Labem, později v Praze. Jejím otcem byl pozdější první předseda vlády České socialistické republiky Ing. Stanislav Rázl, který byl na počátku 60. let generálním ředitelem Spolku pro chemickou a hutní výrobu v Ústí nad Labem.
Regina Rázlová se kromě plaveckého vrcholového sportu od dětství věnovala fotografii a lákala ji také filmová režie. Z toho důvodu v roce 1966 vystudovala Střední průmyslovou školu filmovou (obor produkce) v Čimelicích. Následně v letech 1965–1970 studovala na Divadelní fakultě Akademie múzických umění (DAMU) u profesora Miloše Nedbala herectví.

## Herecká kariéra
Ještě za studií na DAMU hostovala v hradeckém Klicperově divadle. Po absolutoriu nastoupila do angažmá v divadle Jaroslava Průchy v Kladně, kde působila v letech 1970–1972 a kde hrála například v Noci na Karlštejně, Pasti na myši nebo Večeru tříkrálovém.
V letech 1972–1978 byla členkou souboru Divadla E. F. Buriana. V roce 1978 se stala členkou hereckého souboru Filmového studia Barrandov a zároveň v témže roce začala hostovat v Národním divadle, kde v roce 1980 získala stálé angažmá. Ze zhruba dvaceti rolí, které na naší první scéně hrála, stojí za zmínku především představení Strakonický dudák, Višňový sad, Tartuffe, Zločiny srdce nebo Lucerna. Postavy ztvárněné Reginou Rázlovou byly většinou pragmatické hrdinky prosté emocí, kterým dokázala dát ironický nadhled a konverzační jistotu.
Regina Rázlová hraje v Divadle Ungelt, kde vytvořila hlavní role v představeních Kurtizána (2014), Mezi úterým a pátkem (2015) a Miss Dietrich lituje (2017), jehož počet repríz již přesáhl 150 představení (2024).
Regina Rázlová rovněž hraje v Divadle na Vinohradech v představeních Čarodějky ze Salemu (2017) a Pygmalion (2018), Pěnkava s loutnou (2020), Dům Bernardy Alby (2022), Past na myši (2022) nebo Srpen v zemi indiánů (2024). 
V letních scénách hraje od roku 2016 na představeních pod širým nebem divadla Ungelt na Pražském hradě nebo na hradě Karlštejn v muzikálu Noc na Karlštejně.

## Filmové a televizní role
Filmová a televizní tvorba Reginy Rázlové je rozsáhlá a představuje k současnosti více než 88 titulů.
Filmovým debutem Reginy Rázlové byla účast v krátkém studentském filmu Svatební noc (1968), vzápětí se stala součástí zlatého fondu československé kinematografie, když svůj herecký talent prokázala v kultovní komedii Utrpení mladého Boháčka (1969) po boku Pavla Landovského.
Následovalo několik menších rolí (například v komedii Zabil jsem Einsteina, pánové…, 1969), načež dostala další velkou roli v moralizující komedii Tatínek na neděli (1971). Hlavní roli zavražděné laborantky Králové si pak zahrála v kriminálce Zatykač na královnu (1973).
Spolupracovala také se slovenským filmem, kde opět ztvárnila postavy atraktivních a provokujících mladých žen (Tie malé výlety, 1972, Páni sa zabávajú aj.). Z dnešního pohledu si Reginu Rázlovou pamatujeme především z rolí lékařek, které hrála ve třech dodnes populárních, i když kvalitativně nevyvážených komedií Hodíme se k sobě, miláčku? (1974), Parta hic (1976) a Ten svetr si nesvlíkej (1980).
Po nástupu do Národního divadla přestala Rázlová úplně pracovat pro film, nadále se ale uplatňovala v televizi, s níž měla zkušenost od počátku 70. let. Např. v hlavní roli Xeny Longenové v životopisném filmu Xena (1980).
Výraznou postavu například ztvárnila ve třech navazujících dílech seriálu 30 případů majora Zemana (1975–1979) jako agentka-vyzvědač Hana Bízová. Následně ji bylo možno vidět v dalších seriálech, jako Nejmladší z rodu Hamrů (1975), Létající Čestmír (1983), Panoptikum Města pražského (1987) a dalších 17 seriálech točených v Čechách i na Slovensku. Na dlouhou dobu naposledy se objevila před kamerou ve fantastickém dětském televizním filmu Putování po blažených ostrovech (1988).
V roce 1996 obsadil Jan Svěrák Reginu Rázlovou do role sociální pracovnice Zubaté v oscarovém filmu Kolja (1996).
Poslední filmový návrat Reginy Rázlové zahájily hlavní role ve filmech Modelky s.r.o. (2014), ale zejména Žáby bez jazyka (2020) a Tancuj Matyldo (2023).
Hrála též v novějších seriálech Ohnivý kuře, Policie Modrava, Případy 1. oddělení, Slunečná, ZOO, Zlatá labuť, Jedna rodina a v televizních minisériích Případ Roubal (2020) a Stíny v mlze (2021).
Regině Rázlové byl věnován samostatný díl 13. komnaty (2013), byla hostem talk show Jana Krause Uvolněte se, prosím.

## Pedagogická kariéra
Regina Rázlová v letech 1975–1990 a znovu od roku 2018, vyučuje herectví na DAMU. Mezi její žáky patřil Karel Roden, Marek Vašut, Ivana Chýlková nebo Veronika Žilková, Eva Holubová a nebo Sára Rychlíková
V letech 2015–2017 vedla katedru herectví na Mezinárodní konzervatoři Praha.

## Kariéra po roce 1989
Během sametové revoluce v roce 1989 ještě vedla společně s hercem Petrem Čepkem delegaci Občanského fóra na XI. sjezd JZD, kde byla delegace OF delegáty vypískána. Ale již záhy po roce 1989 začal být její původ, který byl v době normalizace plusovým kreditem, problémem v profesní, herecké kariéře. Byla propuštěna z DAMU, přestala dostávat role i v Národním divadle (i když z pracovního úvazku zde byla propuštěna až v roce 1998), v televizi a ve filmu se neobjevila vůbec. Jedinou výjimkou byla role ve filmu Kolja v roce 1996, v němž ztvárnila chladně odtažitou byrokratku, bezduše sloužící normalizačnímu režimu, tedy lidský typ, s nímž si část veřejnosti spojovala herečku samotnou.
V nové době Regina Rázlová začala podnikat v poradenské a finanční sféře a postupně se vypracovala do vlivné pozice předsedkyně představenstva významné vývozní firmy Skloexport, a.s. Následně se stala i spolumajitelem a prezidentem holdingu Skloexport Group, a.s. s cca 10 tis. zaměstnanci a 12 mld. Kč konsolidovaného obratu v roce 1998.
V roce 1998 vypukla okolo společnosti Skloexport aféra, když jedna část jeho spolumajitelů obvinila část druhou ze zneužití informací v obchodním styku. Rázlová, která v té době byla v zahraničí, se sama vrátila do České republiky a při té příležitosti byla zadržena policií. Podle obžaloby se měla podílet na tunelování firmy Skloexport, přičemž Rázlová tato obvinění vždy zcela odmítala jako důsledek účelového, vnitřního střetu mezi majiteli této firmy, kteří do svého konfliktu zatáhli policii a soudy ČR. Přesto následně Rázlová strávila necelý rok ve vazbě, za kterou však v roce 2006 vysoudila u Evropského soudu na České republice finanční odškodné. O svých zážitcích z tohoto období Rázlová spolu s manželem napsala a vydala knihu Z uvedených odposlechů je zřejmé... (2010).
Pozadí sporu okolo Skloexportu Rázlová hodnotí tak, že „šlo o to, kolik toho v této zemi získají Harvardi. Viktoru Koženému uvěřily statisíce lidí, nebyla jsem výjimka. Když jsem se ale dostala k poznání, že není spásou, ale katastrofou pro tuto zemi, nastal boj, který jsem prohrála. Bylo to drsné a tvrdé, ale neprohrála jsem jen já. Prohrály a o práci přišly tisíce lidí.“
Soudní spor v celé kauze Skloexportu skončil v roce 2007 vynesením zprošťujících rozsudků, a to v plném rozsahu celé kauzy. Soud následně v roce 2009 prokázal nevinu v plném rozsahu u všech spolupracovníků Rázlové s tím, že se „trestný čin nestal“ a „nebyla způsobena žádná škoda,“ Ministerstvo spravedlnosti ČR se následně omluvilo „za nedůvodné a nezákonné trestní stíhání v kauze Skloexportu.“
Již před tím v této kauze rozsudky zprošťující v plném rozsahu přinesly i soudy v Rakousku a ve Švýcarsku.[zdroj?] Rázlové i jejím spolupracovníkům, kteří v kauze Skloexportu byli rovněž nepravdivě obviněni spolu s Rázlovou, vyplatila Česká republika na základě soudního rozhodnutí finanční odškodné.

## Osobní život
Regina Rázlová byla manželkou herce Petra Štěpánka a později herce Petra Olivy. Z manželství má dvě děti, syna Lukáše Rázla (* 1973), podnikatele a pěstitele rajčat, a dceru, malířku Adélu Oliva (* 1977), která žije ve Francii. Je babičkou sedmi vnoučat. V roce 1999 se provdala za Jindřicha Santara († 2013), který byl architekt, scénograf a např. autor EXPO 1958.
Koníčkem Reginy Rázlové je chov anglických buldoků.[zdroj?]

## Ocenění
Za svou tvorbu v oblasti filmu, televize a rozhlasu získala v roce 1975 cenu Svazu českých dramatických umělců.
V roce 2022 získala širší nominaci na Cenu Thálie za ženský herecký výkon v inscenaci Divadla na Vinohradech Dům Bernardy Alby.
V roce 2024 získala nominaci na Českého lva za výkon nejlepší herečky v hlavní roli ve filmu Tancuj Matyldo (2023). Za tento film získala rovněž nominaci na cenu České filmové kritiky (2024) pro nejlepší herečku.

## Divadelní role (výběr)

### Divadlo na Vinohradech

#### Velká scéna

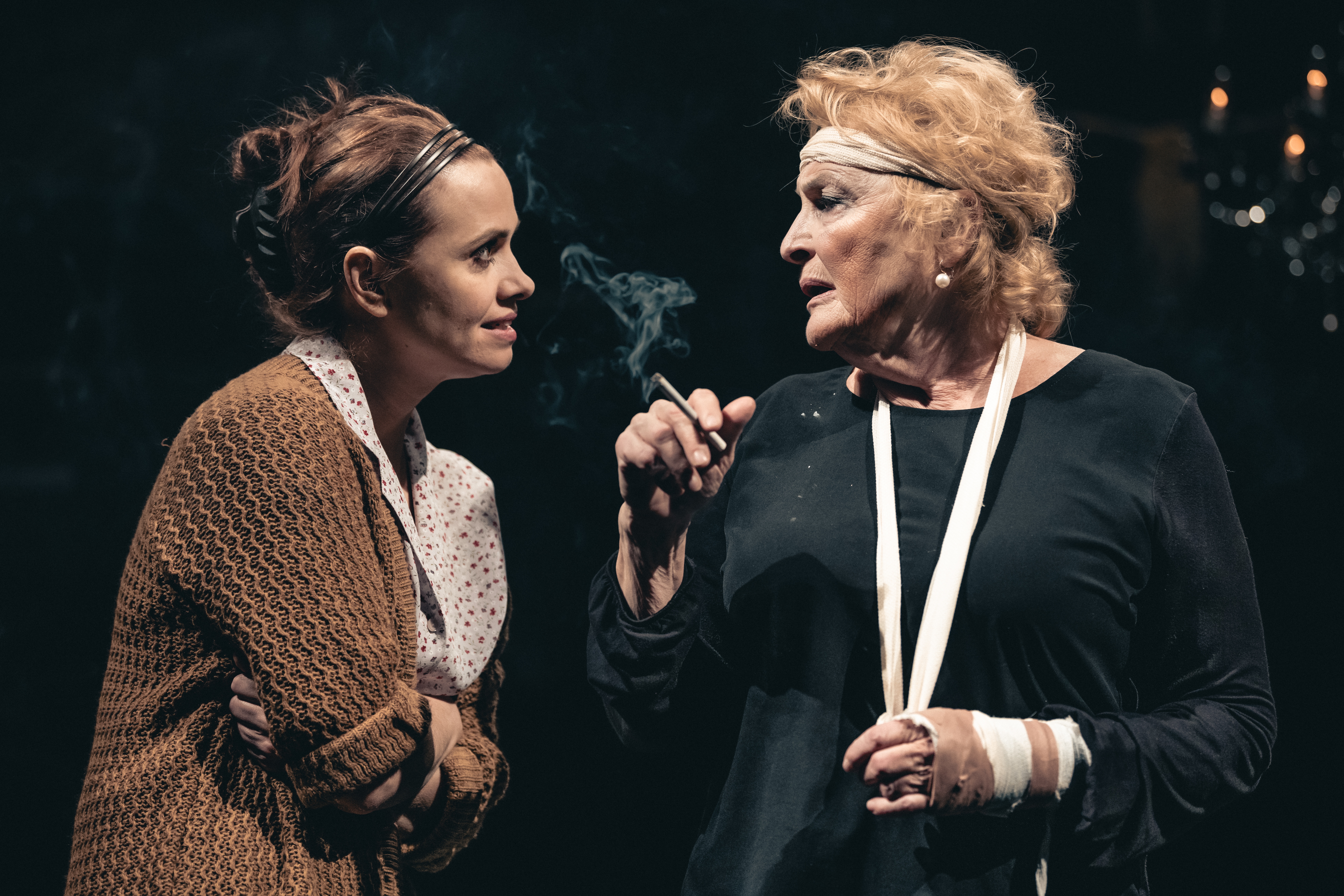
Regina Rázlová v roli Violet Westonové, se Zuzanou Vejvodovou (Ivy Westonová), v inscenaci Srpen v zemi indiánů, Divadlo na Vinohradech, foto Petr Chodura (2024)

- 2017 Arthur Miller: Čarodějky ze Salemu, režie: Juraj Deák, premiéra: 20. prosince 2017, role: Rebeka Nurseová
- 2018 Josef Topol: Konec masopustu, režie: Martin Františák, premiéra: 19. října 2018, role: Paní Pražka
- 2019 Ingmar Bergman – Jan Vedral: Fanny a Alexandr, režie: Pavel Khek, česká premiéra: 8. března 2019, role: Helena Ekdahlová
- 2022 Federico García Lorca: Dům Bernardy Alby, režie: Juraj Deák, premiéra: 20. května 2022, role: Poncia
- 2022 Agatha Christie: Past na myši, režie: Jan Burian, premiéra: 15. října 2022, role: Paní Boyleová
- 2024 Tracy Letts: Srpen v zemi indiánů, režie: Petr Svojtka, premiéra: 22. března 2024, role: Violet Westonová
- 2025 Alena Mornštajnová – Jiří Janků: Hana, režie: Petr Svojtka, premiéra: 4. dubna 2025, role: Mutti Greta

#### Studiová scéna
- 2020 Antonín Přidal: Pěnkava s Loutnou, režie: Kateřina Dušková, premiéra: 9. září 2020, role: Stará osoba

## Filmografie
| Rok  | Film                                      |
| ---- | ----------------------------------------- |
| 2023 | Tancuj Matyldo                            |
| 2022 | Ordinace v růžové zahradě 2 (TV seriál)   |
|      | Zoo (TV seriál)                           |
| 2020 | Slunečná (TV seriál)                      |
| 2017 | Ohnivý kuře (TV seriál)                   |
| 2014 | Případy 1. oddělení (TV seriál)           |
| 2014 | Modelky s r.o.                            |
| 1998 | Zlatý copánek (TV film)                   |
| 1996 | Kolja                                     |
| 1988 | Putování po Blažených ostrovech (TV film) |
| 1986 | Panoptikum Města pražského (TV seriál)    |
|      | Preceptor (TV film)                       |
| 1985 | Gobseck (TV film)                         |
|      | Růžový Hubert (TV film)                   |
| 1984 | Berete se dobrovolně (TV film)            |
|      | Létající Čestmír (TV seriál)              |
|      | My všichni školou povinní (TV seriál)     |
| 1982 | Dynastie Nováků (TV seriál)               |
|      | Malý pitaval z velkého města (TV seriál)  |
|      | Vyhnanství (TV film)                      |
| 1980 | Dívka s mušlí                             |
|      | Italské jaro (TV film)                    |
|      | Ten svetr si nesvlíkej                    |
| 1979 | Dnes v jednom domě (TV seriál)            |
|      | Kamarádky                                 |
|      | Kdo přichází před půlnocí                 |
|      | Žena pro tři muže                         |
| 1978 | Pracka v láhvi (TV film)                  |
|      | Skandál v Gri-Gri baru                    |
|      | Stíhán a podezřelý                        |
| 1977 | Ikarův pád (TV film)                      |
| 1976 | Paleta lásky                              |
|      | Parta hic                                 |
| 1975 | Čenkovej deti (TV film)                   |
|      | Horúčka                                   |
|      | Nejmladší z rodu Hamrů (TV seriál)        |
|      | Sluníčko                                  |
|      | Šepkajúci fantóm                          |
| 1974 | 30 případů majora Zemana (TV seriál)      |
|      | Hodíme se k sobě, miláčku…?               |
|      | Za volantem nepřítel                      |
| 1973 | Zatykač na královnu                       |
| 1972 | Tie malé výlety                           |
| 1971 | Páni sa zabávajú                          |
|      | Pět mužů a jedno srdce                    |
|      | Tatínek na neděli                         |
| 1970 | Alexandr Dumas starší (TV film)           |
|      | Lucie a zázraky                           |
|      | Na kolejích čeká vrah                     |
| 1969 | Případ pro začínajícího kata              |
|      | Utrpení mladého Boháčka                   |
|      | Zabil jsem Einsteina, pánové…             |
| 1968 | Svatební noc                              |

| Rok  | Televizní pořad             |
| ---- | --------------------------- |
| 2008 | Po stopách hvězd (TV pořad) |